# Nilsebuvatnet
Le Nilsebuvatnet est un lac situé en Norvège, bordé par les communes de Forsand et  de Hjelmeland, dans le fylke de Rogaland  dans le landsdel de Vestlandet.